# Arvicanthis ansorgei
Arvicanthis ansorgei е вид гризач от семейство Мишкови (Muridae). Видът не е застрашен от изчезване.

## Разпространение и местообитание
Разпространен е в Буркина Фасо, Гвинея-Бисау, Мали, Нигер и Сенегал.
Обитава градини, ливади, храсталаци, савани, крайбрежия и плажове в райони с тропически и субтропичен климат.